# Deinocroton
Deinocroton draculi, Deinocrotonidae
Famille
Genre
Espèce
Deinocroton est un genre fossile de tiques de la famille des Deinocrotonidae. Cet acarien ectoparasite est présent dans l'ambre de Birmanie. Les zircons présents dans les sédiments contenant l'ambre sont datés par l'uranium-plomb d'il y a 99 Ma (millions d'années), c'est-à-dire de la base du Crétacé supérieur (Cénomanien).
Une seule espèce est rattachée au genre, Deinocroton draculi, décrite en 2017 par Enrique Peñalver (d), Antonio Arillo (d), Scott R. Anderson (d) et Ricardo Pérez-de la Fuente (d), qui érigent également une nouvelle famille, les Deinocrotonidae pour héberger le seul genre Deinocroton.

## Étymologie
Le nom de genre Deinocroton est composé de deux mots du grec ancien « deinos » , « terrible », et « krotṓn », « krotṓn », « tique ».
Le nom de l'espèce draculi fait référence au personnage de Dracula du roman épistolaire de l'écrivain britannique Bram Stoker, et à son vampirisme. 

## Description
En 2017, Enrique Peñalver et ses collègues ont décrit trois spécimens de Deinocroton dans l'ambre de Birmanie,
deux mâles et une femelle replète (gorgée de sang).
Deinocroton est une tique dont les mâles mesurent environ 4 mm de long et la femelle replète environ 7 mm avec un volume huit fois supérieur à celui des mâles. Leurs pédipalpes sont longs et graciles et l'arrière de leurs corps est dépourvu de festons.

## Paléoécologie
L'hôte de Deinocroton draculi n'a pas pu être directement déterminé.
Cependant des soies ressemblant à des cheveux ont été trouvées attachées au corps de deux Deinocroton. Elles proviennent de larves de petits coléoptères de la famille des Dermestidae. Ces insectes sont connus aujourd'hui pour se nourrir dans les nids des oiseaux en consommant les plumes, la peau et les poils des occupants du nid.
Comme aucun poil de mammifère n'a encore été trouvé dans l'ambre du Crétacé, la présence de soies d'insectes dermestidés sur deux spécimens de Deinocroton draculi conduit Peñalver et ses collègues à favoriser l'hypothèse que l'hôte des tiques serait un dinosaure à plumes,.
Dans la même publication de 2017, Enrique Peñalver et al. décrivent une autre tique, du genre Amblyomma, avec une patte entremêlée dans la barbe d'une plume pennée qu'ils considèrent comme appartenant plutôt à un dinosaure à plumes qu'à un oiseau primitif.

### Publications originales
- (en) Enrique Peñalver, Antonio Arillo, Xavier Delclòs, David Peris, David A. Grimaldi, Scott R. Anderson, Paul C. Nascimbene et Ricardo Pérez-de la Fuente, « Ticks parasitised feathered dinosaurs as revealed by Cretaceous amber assemblages », Nature Communications, NPG, vol. 8, no 1,‎ 12 décembre 2017, p. 1924 (ISSN 2041-1723, OCLC 614340895, PMID 29233973, PMCID 5727220, DOI 10.1038/S41467-017-01550-Z, lire en ligne). .
- (en) Enrique Peñalver Mollá, Antonio Arillo, Xavier Delclòs, David Peris, David A. Grimaldi, Scott R. Anderson, Paul C. Nascimbene et Ricardo Pérez-de la Fuente, « Publisher Correction: Ticks parasitised feathered dinosaurs as revealed by Cretaceous amber assemblages », Nature Communications, NPG, vol. 9, no 1,‎ 30 janvier 2018, p. 472 (ISSN 2041-1723, OCLC 614340895, PMID 29382823, PMCID 5790008, DOI 10.1038/S41467-018-02913-W). .